# باشگاه فوتبال فروزینونه
باشگاه فوتبال فروزینونه (به انگلیسی: Frosinone Calcio) یک باشگاه ایتالیایی است که در شهر فروزینونه قرار دارد و در سری بی مشغول به فعالیت است.